# Desa Onatali
Desa Onatali är en administrativ by i Indonesien.   Den ligger i provinsen Nusa Tenggara Timur, i den sydöstra delen av landet, 1 900 km öster om huvudstaden Jakarta. Desa Onatali ligger på ön Pulau Roti.